# 费里耶尔叙博略
费里耶尔叙博略（法語：Ferrière-sur-Beaulieu，法語發音：[fɛʁjɛʁ syʁ boljø]，意为“博略上方的费里耶尔”）是法国安德尔-卢瓦尔省的一个市镇，位于该省东南部，洛什市区东北，属于洛什区。

## 地名
与通常在法语地名中表示“在……河畔”之意的“sur”不同，该地名Ferrière-sur-Beaulieu中的“sur”意为“在……上方”，表示名为费里耶尔（Ferrière）的该地与博略（Beaulieu）的位置关系，并以“博略上方的费里耶尔”之名区分其他的“费里耶尔”，且事实上在该地附近也并无“博略河”存在。

## 地理
费里耶尔叙博略（47°8'16"N, 1°2'15"E）面积19.63 平方千米，位于法国中央-卢瓦尔河谷大区安德尔-卢瓦尔省，该省份为法国中西部省份，北起萨尔特省、东北接卢瓦-谢尔省，东南接安德尔省，南至维埃纳省，西临曼恩-卢瓦尔省。
与费里耶尔叙博略接壤的市镇（或旧市镇、城区）包括：博略莱洛什、安德尔河畔尚堡、热尼耶、洛什、佩吕松、安德鲁瓦河畔圣康坦、塞讷维耶尔。
费里耶尔叙博略的时区为UTC+01:00、UTC+02:00（夏令时）。

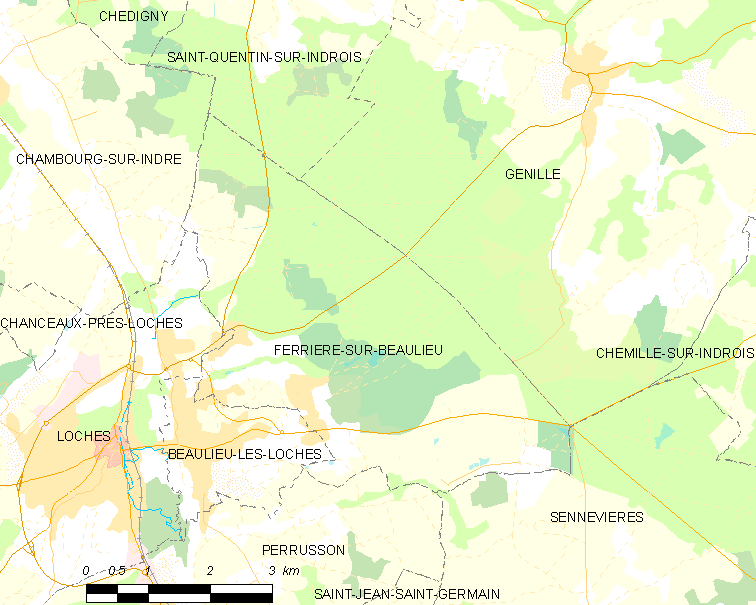
费里耶尔叙博略的OSM定位图

## 行政
费里耶尔叙博略的邮政编码为37600，INSEE市镇编码为37108。

## 政治
费里耶尔叙博略所属的省级选区为洛什县。

## 人口

1962-2008年间费里耶尔叙博略人口变化图示

费里耶尔叙博略于2022年1月1日时的人口数量为707人。